# 上利赫特山
47°16′50″N 10°16′34″E / 47.28056°N 10.27611°E

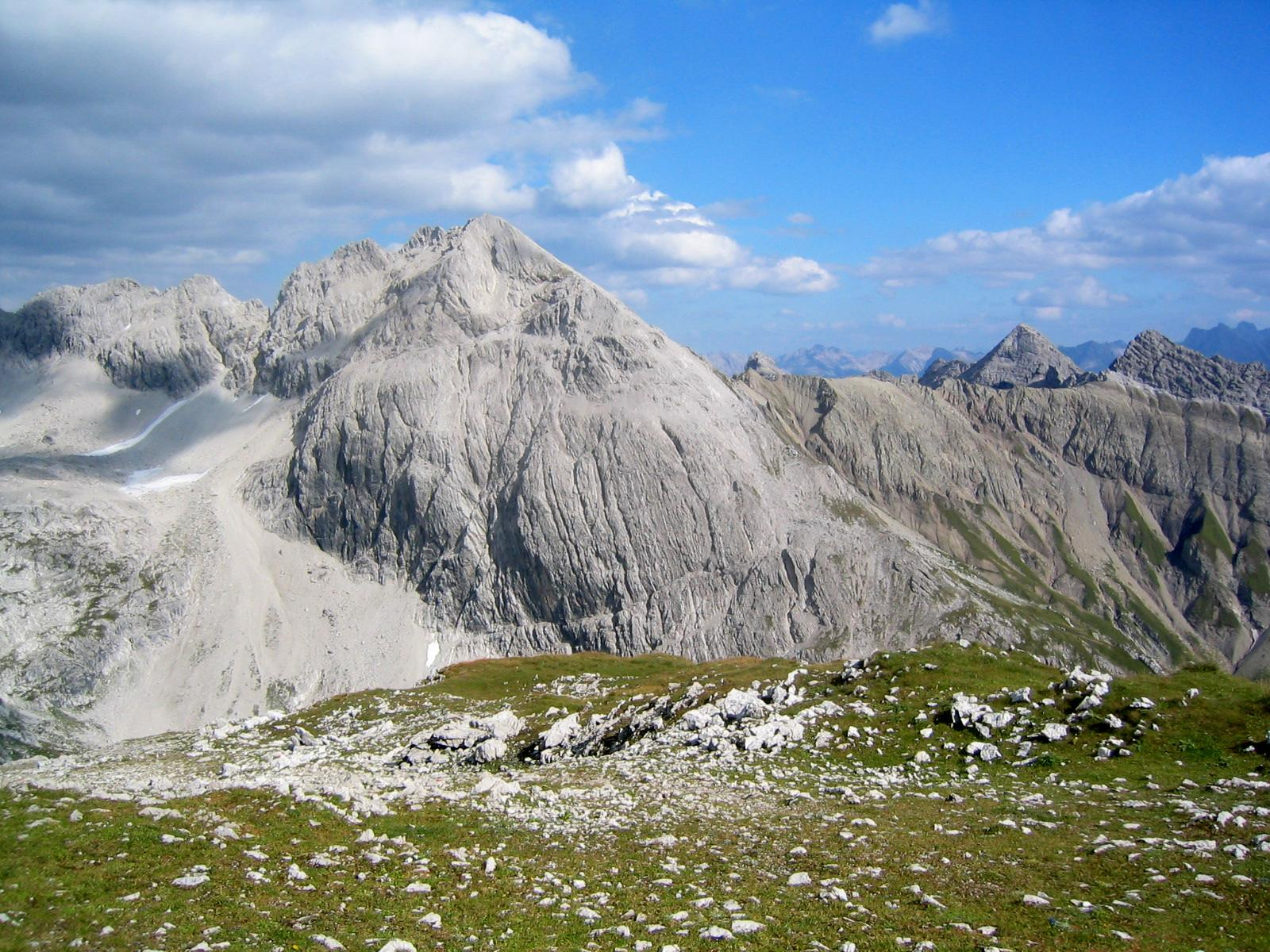

上利赫特山（德語：Hohes Licht），是奧地利的山峰，位於該國西部，由蒂羅爾州負責管轄，屬於阿爾高阿爾卑斯山脈的一部分，距離大克羅滕山7公里，海拔高度2,651米，每年平均降雨量1,730毫米。